# مسجد امام حسن بصری
مسجد امام حسن بصری مربوط به سدهٔ ۷ ه.ق است و در شهرستان بوشهر، بخش مرکزی، شهر بندر طاهری واقع شده و این اثر در تاریخ ۱۸ شهریور ۱۳۸۷ با شمارهٔ ثبت ۲۳۳۳۴ به‌عنوان یکی از آثار ملی ایران به ثبت رسیده است.